# Ілащук Олеся Костянтинівна
Олеся Костянтинівна Ілащук (нар. 10 березня 1976, Чернівці, Україна) — українська журналістка, блогер та дипломат. Надзвичайний і Повноважний Посол України в Болгарії (з 25 грудня 2022). Дипломатичний ранг — Надзвичайний і Повноважний Посланник першого класу (2023).

## Біографія
У 1993—1997 рр. — асистент учителя, згодом викладала англійську мову у школі;
У 1997—2000 рр. — журналістка буковинської редакції ICTV;
У 2002—2005 рр. — директорка з міжнародного розвитку та зв'язків із громадськістю компанії Славік-груп інвестмент;
У 2005 році закінчила факультет історії, політології та міжнародних відносин Чернівецького національного університету імені Юрія Федьковича та отримала диплом з відзнакою за спеціальністю «Країнознавство». Вільно володіє англійською мовою. Навчалася у ВОППГП «Український Гештальт Інститут» та у HRD Antwerp у Бельгії. Також вивчала курс MBA у Бізнес-школі Міжнародного інституту менеджмента.
У 2010—2015 рр. — займала посаду керівниці ювелірної компанії «ДЖЕММА». До жовтня 2021 року Олеся Ілащук була також співзасновницею цієї ж компанії.
У 2015—2016 рр. — гендиректорка компанії СтарПак, що займалося виробництвом тари та пакування; Також у цей період Олеся Ілащук була керівником фірми «ДІДЖІТАЛ-ПК ЛТД», яке займається оптовою торгівлею комп'ютерами та програмним забезпеченням.
У 2016—2018 рр. — керівниця видавничого департаменту «Шарг-Гарб» в місті Баку, Азербайджан;
У 2018—2022 рр. — займалася приватною практикою в сфері гештальт-терапії у місті Києві.
З 25 грудня 2022 року — Надзвичайний і Повноважний Посол України в Болгарії. До призначення на посаду досвіду дипломатичної або ж іншої державної діяльності не мала, що викликало неоднозначну реакцію громадськості та експертного середовища.

Ось, як прокоментувала своє призначення Олеся, на запит користувача у Твітері.
В найближчий час я буду ділитися подробицями свого досвіду та вмінь і навичок, які мені вдалося отримати при навчанні на історичному факультеті та роки взаємодії з високопосадовцями інших країн і глибокого вивчення традицій та звичаїв наших друзів з Болгарії, а також інших країн та культур світу.
28 березня 2023 року вручила копії вірчих грамот Заступнику Міністра закордонних справ МЗС Болгарії Костадіну Коджабашеву.
7 квітня 2023 року вручила Вірчі грамоти Президенту Республіки Болгарія Румену Радеву.

## Скандали
В листопаді 2024 року Посол України в Болгарії Олеся Ілащук вручила почесну грамоту Верховної Ради України та відповідну медаль фігуранту “списку Магнітського” Деляну Пеєвському, якого називають “головним мафіозі” Болгарії та який знаходиться під санкціями США.